# The Beautiful & Damned
The Beautiful & Damned je páté studiové album od amerického rappera G-Eazyho. Bylo vydáno 15. prosince 2017 vydavatelstvím RCA Records.

## Nahrávání a produkce
Přebal alba byl zveřejněn 8. listopadu 2017. Zároveň s přebalem byla vydána i krátka upoutávka.

## Hodnocení alba
Album The Beautiful & Damned obdrželo smíšená hodnocení od hudebních kritiků. Například na Metacritic album obdrželo pouhých 59 ze 100. Oproti tomu Substream Magazine dal albu 4.5 bodu z 5. The Irish Times album ohodnotil jako „velkolepou hip-hopová kroniku“, bodově poté 3 z 5.

## Prodeje alba
| Země          | Ocenění | Prodaných alb |
| ------------- | ------- | ------------- |
| Kanada        | Zlato   | 40 000        |
| Spojené státy | Zlato   | 500 000 ±     |